# Lobamba
Lobamba est la capitale royale et législative de l'Eswatini. On retrouve le siège du parlement de l'Eswatini et la résidence de la reine-mère,. La ville est située à seize kilomètres au sud-est de la capitale administrative, Mbabane.